# Nokia 6288
Il Nokia 6288 è un telefono cellulare prodotto dall'azienda finlandese Nokia e messo in commercio nel 2006.

## Caratteristiche
- Dimensioni: 100 x 46 x 21 mm
- Massa: 115 g
- Risoluzione display: 240 x 320 pixel a 262 144 colori
- Durata batteria in conversazione: 4 ore
- Durata batteria in standby: 250 ore (10 giorni)
- Fotocamera: 2.0 megapixel
- Memoria: 6 MB espandibile fino a 4 GB con MiniSD e MicroSD con adattatore
- Bluetooth, infrarossi e USB

## Kit d'acquisto
- Batteria
- Manuale
- Caricabatteria da viaggio
- Auricolare
- MiniSD Memory Card da 512 MB o 60 e 65 MB